# Partia Zielonych (Nowa Zelandia)
Partia Zielonych Nowej Zelandii (ang. Green Party of Aotearoa) – partia nowozelandzka powstała w 1990 roku. Skupia się na sprawach ochrony środowiska naturalnego, uważając je za podstawowe dla wszystkich innych. Inne kwestie: ekonomia lewicowa, progresywna polityka socjalna, demokracja partycypacyjna. Partii przewodzi dwoje współliderów:Chlöe Swarbrick i Marama Davidson. W latach od 1999 do 2002 wspierała rząd koalicyjny Partii Pracy oraz Sojuszu. W latach 2017–2023 tworzyła rządy z Partią Pracy.